# Barbazione
Barbazione (latino: Barbatio; ... – 359) è stato un generale romano, coinvolto nelle cospirazioni volte a far cadere Costanzo Gallo e Giuliano, e morto a seguito di una cospirazione ordita contro di lui.

## Biografia

### Sotto Costanzo Gallo
Barbazione fu nominato comes domesticorum («comandante della guardia») del caesar d'Oriente Costanzo Gallo dal 351 al 354. Gallo era il cugino dell'imperatore Costanzo II ed era stato nominato caesar per governare l'Oriente mentre Costanzo si occupava dell'usurpatore Magnenzio in Occidente.
Il malgoverno di Gallo e i nemici che si era fatto a corte causarono la nascita una cospirazione contro di lui, che coinvolse lo stesso Barbazione. Gallo fu invitato a Milano, residenza di Costanzo, dall'imperatore; giunto a Poetovio nel dicembre 354, fu arrestato nottetempo da Barbazione e Apodemio, che ne avevano circondato la casa con soldati di loro fiducia, e vestito come un semplice soldato, spogliato delle insegne del rango. Promettendogli che nulla gli sarebbe accaduto di male, Barbazione portò Gallo vicino Pola, dove fu poi giustiziato: questo atto, apparentemente dovuto al volere imperiale, era però conseguenza di un sospetto nato nell'imperatore proprio per le maldicenze messe in giro da alcuni funzionari imperiali, tra cui Barbazione stesso.

### Sotto Giuliano
Nel 355, dopo la morte di Claudio Silvano, Barbazione fu nominato magister peditum («comandante della fanteria»), grado che tenne fino alla sua morte nel 359.
Un parente di Barbazione andò a studiare presso Libanio; il maestro ebbe uno scambio epistolare col generale per chiederne l'appoggio in occasione del suo tentativo di essere trasferito ad Antiochia di Siria, nel 355/356. 
La migliore fonte del regno di Costanzo è lo storico Ammiano Marcellino, contemporaneo ai fatti, che descrive Barbazione come un «tipo rozzo, di atteggiamento arrogante, odiato da molti per il suo tradimento di Gallo». Tenuto conto degli atti di Barbazione, va però considerato che il suo successore alla carica di magister peditum fu Ursicino, il mentore di Ammiano, il quale è inoltre molto favorevole a Giuliano e molto severo contro Costanzo e la sua corte.
Ammiano racconta che durante il suo servizio sotto il Caesar d'Occidente (nonché fratello di Gallo) Giuliano, Barbazione agì come se fosse suo nemico, recando molti danni all'Impero. Nel 357, infatti, mosse da Milano con un esercito di 30.000 uomini, con lo scopo di rinforzare l'esercito di Giuliano e permettergli di attaccare gli Alamanni, che stavano devastando la Gallia. L'attacco combinato avrebbe messo in grave difficoltà gli invasori germanici, ma Barbazione, per incompetenza o gelosia di Giuliano, non fece nulla per fermarli, ma anzi li favorì. Accadde infatti che non solo le truppe alamanne invasero la zona sotto controllo di Barbazione e la saccheggiarono tornandosene tranquillamente alle proprie basi passando nei pressi dell'accampamento del generale romano, ma anche che Barbazione decise di distruggere delle imbarcazioni e delle provviste che gli erano in soprannumero, ma che sarebbero state di grande aiuto a Giuliano, prima di ritornare alle proprie basi. Malgrado ciò Giuliano attaccò i 35.000 Alamanni con i suoi 13.000 uomini, sconfiggendoli pesantemente nella battaglia di Strasburgo.
Per giustificare le proprie azioni, Barbazione addossò la colpa del mancato controllo degli Alamanni a due tribuni, ai quali un suo sottoposto aveva esplicitamente proibito di condurre i controlli: i due tribuni, il futuro imperatore Valentiniano I e il controllore di Costanzo Gallo Bainobaude, furono congedati e rimandati a casa per volere imperiale.

### Morte
Barbazione fu ucciso per ordine dell'imperatore Costanzo II, accusato e condannato per tradimento. Ammiano riferisce che la casa di Barbazione fu infestata dalle api, e che il fu venne interpretato come un segno di disgrazia. Dopo essere partito per la guerra, Barbazione ricevette una lettera della moglie, Assyria, che era però stata scritta da una serva esperta in crittografia, che era già stata di Claudio Silvano: nella lettera Assyria pregava il marito di non abbandonarla per sposare la bellissima imperatrice Eusebia, quando sarebbe divenuto imperatore dopo la morte di Costanzo. La lettera fu inviata in gran segreto, ma la serva ne mostrò una copia ad Arbizione, il magister equitum di Costanzo, il quale fece imbastire un processo per tradimento, facendo passare la folle lettera di una donna impaurita per la prova di una congiura contro l'imperatore. Trovati colpevoli, Barbazione e Assyria furono decapitati.